# Miguel Martínez Cuadrado
Miguel Martínez Cuadrado (Madrid, 5 de marzo de 1935) es un jurista e historiador español, que ha trabajado en el estudio de la historia contemporánea de España y el derecho constitucional. Es catedrático de Derecho Constitucional Comunitario en la Cátedra Jean Monnet de la Facultad de Ciencias Políticas y Sociología de la Universidad Complutense de Madrid. Octavio Ruiz Manjón le ha considerado uno de los historiadores que realizó las primeras aportaciones importantes en España en el campo de la sociología electoral.
La Facultad de Derecho de la Universidad Complutense de Madrid publicó su tesis doctoral sobre sistemas electorales españoles con el título Elecciones y partidos políticos de España, 1868-1931 (Taurus, 1968), obra que ha sido descrita como un «clásico de la historia electoral española».
Entre sus obras, destaca la gran repercusión que, desde su aparición en 1973, tuvo la parte a su cargo dentro de la Historia de España dirigida por Miguel Artola (el periodo 1874-1931); que tituló La burguesía conservadora (Alfaguara-Alianza, 1973 y sucesivas ediciones). Ya en la década de los años 1990 publicaría La democracia en la España de los años noventa (Ariel, 1996).
Fue Diputado de España por Madrid entre 1986 y 1989, en representación del Centro Democrático y Social.